# Pyszno
Pyszno (dodatkowa nazwa w j. kaszub. Pëszno) – przysiółek wsi Sierzno w Polsce, położony w województwie pomorskim, w powiecie bytowskim, w gminie Bytów. Leży na Pojezierzu Bytowskim, w bezpośrednim sąsiedztwie rezerwatów Bukowa Góra nad Pysznem i Lisia Kępa, a takżenad północnym brzegiem jeziora Pyszne. Wchodzi w skład sołectwa Sierzno.
W latach 1975–1998 przysiółek administracyjnie należał do województwa słupskiego.

## Zabytki
Według rejestru zabytków NID na listę zabytków wpisany jest cmentarz ewangelicki zasłużonych leśników na Bukowej Górze, 1837–1939, nr rej.: A-327 z 29.11.1994.